# Ettore Balestrero

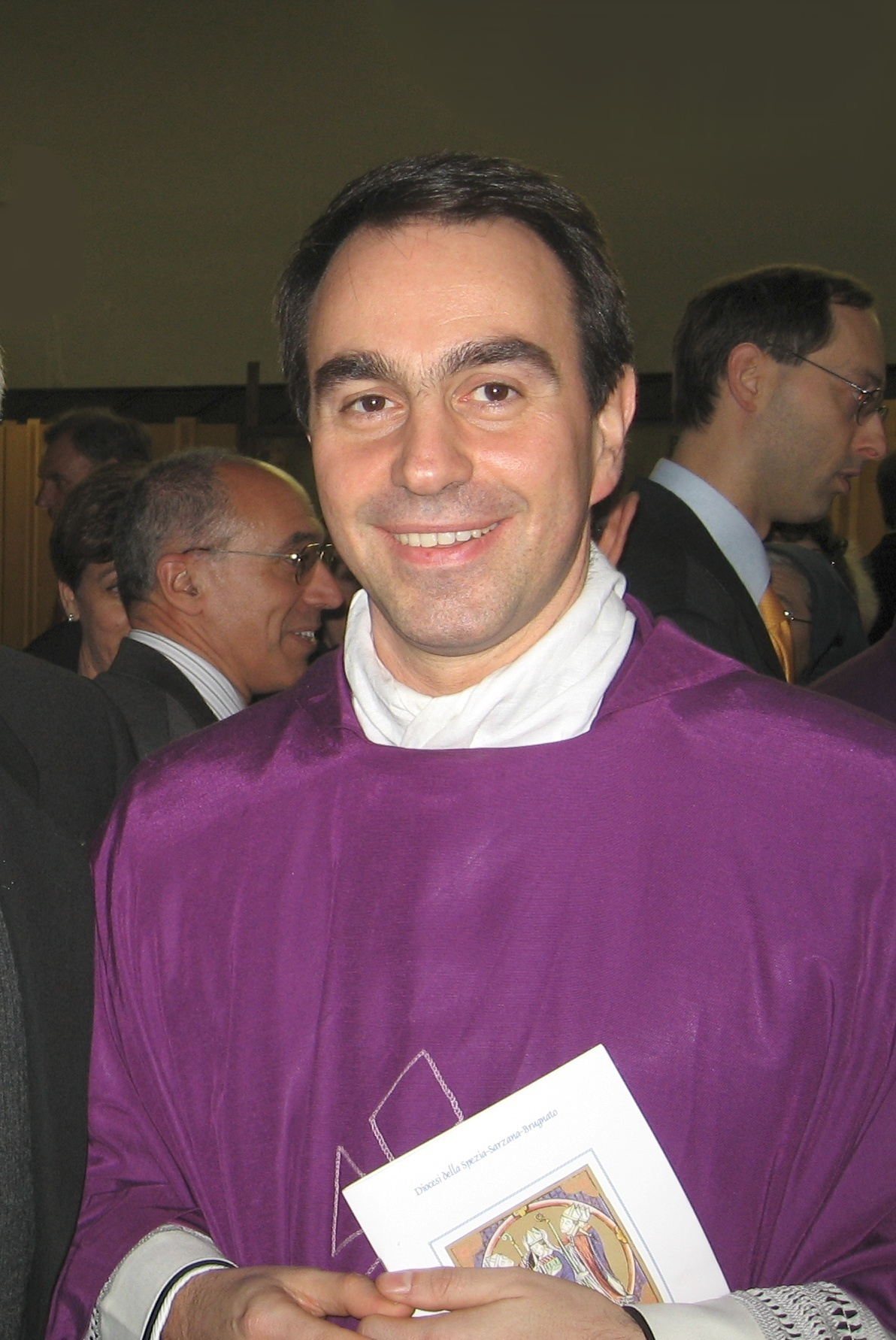
Rev. Ettore Balestrero (2008)

Ettore Balestrero (Genua, 21 december 1966) is een Italiaans geestelijke en diplomaat van de Heilige Stoel.
Balestrero studeerde aan het Collegio Capranica in Rome en behaalde een graad in de godgeleerdheid en een doctoraat in het canoniek recht. Hij werd op 18 december 1993 priester gewijd. Hij werkte daarna enige tijd als pastoor in Turijn maar ging vervolgens naar de Pauselijke Ecclesiastische Academie, de diplomatenopleiding van de Heilige Stoel. Hij werkte vervolgens op de apostolische nuntiaturen in Korea en Mongolië (1996-1998) en in Nederland (1998-2001). In 2001 kreeg hij een baan op het Secretariaat voor de Relaties met Staten. Op 17 augustus 2009 benoemde paus Benedictus XVI hem tot ondersecretaris van dit secretariaat. Hij was daarmee de tweede man, onder Dominique Mamberti.
Op 22 februari 2013 werd Balestrero benoemd tot apostolisch nuntius voor Colombia en tot titulair aartsbisschop van Victoriana. Zijn bisschopswijding vond plaats op 27 april 2013. Op 6 juli 2018 trad hij af in deze functie.
Op 27 april 2019 werd Balestrero benoemd tot apostolisch nuntius voor de Democratische Republiek Congo.
- International Standard Name Identifier: 0000 0000 2302 8779
- Library of Congress Control Number: n00097601
- Nederlandse Thesaurus van Auteursnamen: 159823382
- Istituto Centrale per il Catalogo Unico: CAGV015758
- Virtual International Authority File: 40610010
- WorldCat: E39PBJyWTQCk4wfT9v68RcWbh3